# Hồng Đăng (nhạc sĩ)
Hồng Đăng, tên thật Phan Đăng Hồng, (1 tháng 1 năm 1936 – 21 tháng 3 năm 2022) là một nhạc sĩ Việt Nam. Ông được nhận Giải thưởng Nhà nước về văn học nghệ thuật vào năm 2001 và được truy tặng  Giải thưởng Hồ Chí Minh về Văn học Nghệ thuật vào năm 2022.

## Tiểu sử
Ông sinh tại Hoa Thành, Yên Thành, Nghệ An, con trai của nhà cách mạng Phan Đăng Tài (em trai ruột nhà cách mạng Phan Đăng Lưu), nguyên Phó Chủ tịch tỉnh Hà Tĩnh. Những năm 1950, ông là học sinh kháng chiến ở liên khu IV và đã sáng tác những ca khúc đầu tay như Nắng về Tây Bắc, Nhớ ơn cụ Hồ, Đời học sinh...
Sau hoà bình lập lại, về Hà Nội, ông học lớp Sáng tác khoá đầu tiên của Trường Âm nhạc Việt Nam. Thời gian này ông đã có nhiều ca khúc nổi tiếng như Đường ta đi có nắng mặt trời, Quà tháng Năm (lời cùng với Thế Bảo), Giữa mùa sa nhân, Tổ quốc tôi trên mười năm đã lớn (lời cùng Nguyễn Liệu)... và một số tác phẩm khí nhạc. Từ đó đến nay, ông hoạt động sôi nổi và đa dạng trong nhiều lĩnh vực như vừa giảng dạy, vừa sáng tác thanh nhạc, khí nhạc, nhạc phim, viết sách, làm báo...
Ông nguyên là Phó Tổng thư ký Hội Nhạc sĩ Việt Nam khoá IV và V. Tổng biên tập tạp chí Âm nhạc (từ 1989), và tờ Thế giới Âm nhạc (từ 1996). Ông còn là hội viên Hội Nhà báo Việt Nam, và là nhạc sĩ đầu tiên được kết nạp vào Hội Điện ảnh Việt Nam, hội viên Hội Văn Nghệ Hà Nội, Uỷ viên Ban Chấp hành Hội Giao lưu Văn hoá Việt - Nhật, Uỷ viên Uỷ ban Quốc gia Thập kỷ Phát triển Văn hoá quốc tế.
Năm 2001, ông được nhận Giải thưởng Nhà nước về văn học nghệ thuật cho các tác phẩm: ca khúc Biển hát chiều nay, Hoa sữa, Quà tháng năm, Kỷ niệm thành phố tuổi thơ và hợp xướng Lửa rực cháy'' .
Ngày 12 tháng 8 năm 2007, ông là nhạc sĩ được vinh danh trong chương trình Con đường âm nhạc mang tên 24hình/giây.
Năm 2005, ông tổ chức đêm nhạc đầu tiên mang tên Lênh đênh biển tại Nhà hát lớn Hà Nội và Nhà hát Hoà Bình (Thành phố Hồ Chí Minh) . Năm 2008, ông cho ra mắt album Lênh đênh biển sau ba năm kể từ liveshow đầu tiên.
Ngày 28 tháng 10 năm 2021, nhạc sĩ Hồng Đăng được trao Giải thưởng Lớn "Bùi Xuân Phái - Vì tình yêu Hà Nội" vì có những cống hiến xuất sắc cho nền âm nhạc Thủ đô.
Ông qua đời ngày 21 tháng 3 năm 2022 tại Hà Nội, không lâu sau sinh nhật 86 tuổi.
Năm 2022, không lâu sau khi qua đời, ông được Nhà nước truy tặng Giải thưởng Hồ Chí Minh về Văn học Nghệ thuật cho các tác phẩm: Lênh đênh, Đêm hành hương về huyền thoại, Buổi tối chuyện một căn nhà nhỏ, Khao khát, Gửi một câu hát cho Tokyo.

## Sáng tác
Nhạc sĩ Hồng Đăng đã sáng tác hơn 700 tác phẩm, bao gồm nhiều thể loại: ca khúc, hợp xướng, ca cảnh, khí nhạc, nhạc phim, nhạc sân khấu... Đặc biệt, ông đã sáng tác nhạc được sử dụng cho hơn 70 bộ phim , trong đó có những ca khúc nhạc phim nổi tiếng như: Hoa sữa (phim Hà Nội mùa chim làm tổ), Lênh đênh (phim Đời hát rong), Biển hát chiều nay (nhiều phim về đề tài biển), Nỗi nhớ đêm đại dương (phim Những hạt muối của biển), Biển và cô gái tôi chưa quen (phim Những ngôi sao nhỏ), Không gian xanh (phim Vùng trời)...
Mặc dù sáng tác đa dạng, nhưng ông lại rất ít đi thực tế để sáng tác. Tiêu biểu là ca khúc nổi tiếng Hoa sữa, viết cho bộ phim Hà Nội mùa chim làm tổ của nữ đạo diễn Đức Hoàn vào 1978 với giọng ca Lê Dung, tuy nhiên chính ông thú nhận là "đến 25 năm sau mới biết hoa sữa như thế nào" . Một trường hợp tương tự là ca khúc Giữa mùa hái sa nhân viết vào những năm 50, được cố nghệ sĩ Thương Huyền trình bày trên sóng Đài tiếng nói Việt Nam, tuy nhiên thực tế người ta chỉ nhặt sa nhân rụng chứ không hái sa nhân trên cây.

### Ca khúc
- Biển hát chiều nay
- Biển và cô gái tôi chưa quen
- Bốn mươi thế kỷ cùng ra trận
- Buổi tối, chuyện một căn nhà nhỏ
- Có một vùng đảo xa
- Chúng tôi bắc cầu
- Cơn lốc
- Đời học sinh
- Đường ta đi có nắng mặt trời
- Đường về hoàng hôn
- Giữa mùa hái sa nhân
- Gửi một câu hát cho Tokyo (giải thưởng tại Nhật Bản, 1999)
- Hoa sữa
- Hạ Long mây trắng
- Không gian xanh
- Kỷ niệm thành phố tuổi thơ
- Ký ức đêm
- Lênh đênh
- Nắng về Tây Bắc
- Người Sông Hương
- Nhớ ơn Cụ Hồ
- Nỗi nhớ đêm đại dương
- Quà tháng năm dâng Người (lời cùng với Thế Bảo)
- Tổ quốc tôi trên mười năm đã lớn (lời cùng Nguyễn Liệu)

### Nhạc thiếu nhi:
- Màu hoa
- Tập rửa mặt

### Hợp xướng
- Hợp xướng Lửa rực cháy (dựa thơ Tố Hữu, 1960)
- Thanh xướng kịch Sông Hồng ngàn năm reo hát (kịch bản Dương Viết Á, chỉ huy Nguyễn Hữu Hiếu, Đoàn ca múa Hà Nội trình diễn, 1964)
- Hợp xướng 5 chương Đêm lửa Trường Sơn (1972)
- Hợp xướng Từ trận địa gang thép (1968)
- Hợp xướng Câu chuyện Việt Nam (1976)

## Danh sách đĩa nhạc

#### Album phòng thu
- Tuyển tập bài hát: Màu xanh chân trời (1978)
- Tuyển tập: Biển hát chiều nay (1985)
- Tuyển tập Ca khúc Hồng Đăng (1994)
- Lênh đênh - với Hồng Nhung (1994)
- 10 ca khúc Hồng Đăng, Saigon Audio - với Lê Dung (1995)
- Tuyển tập Hoa sữa - Lênh đênh (1996)
- Băng casette Hoàng hôn xa (1993)
- Băng Cassette Hoa sữa - Lênh Đênh (1996)
- Album Lênh đênh biển (2008)

## Xuất bản
- Sách giáo khoa âm nhạc:
  - 70 bài xướng âm (Nhà xuất bản Âm nhạc, 1962)
  - Các nhạc cụ trong dàn nhạc giao hưởng (tái bản lấy tên là Các nhạc cụ trong dàn nhạc giao hưởng, Nhà xuất bản Âm nhạc, 1968-1978)
  - 200 bài xướng âm cơ bản (DIHAVINA, 1973)

## Phim
- Hà Nội mùa chim làm tổ (1978)

## Vinh danh
- Được vinh danh trong chương trình Con đường âm nhạc của VTV (ngày 12 tháng 8 năm 2007)
- Giải thưởng Nhà nước về Văn học Nghệ thuật (2001)
- Giải thưởng Hồ Chí Minh về Văn học Nghệ thuật (2022)